# 베니의 주말
《베니의 주말》(영어: Weekend at Bernie's)은 미국에서 제작된 테드 코체프 감독의 1989년 블랙 코미디 영화이다. 앤드루 매카시, 조너선 실버먼 등이 출연하였고, 빅터 드레이 등이 제작에 참여하였다.
흥행에 성공해 1993년 속편 《베니의 주말 2》가 개봉하였다.

## 줄거리
래리 윌슨과 리처드 파커는 뉴욕의 한 보험 회사에서 일하는 하급 금융 직원이다. 리처드는 보험 계리 보고서를 검토하던 중 동일한 사망 사고에 대해 여러 차례 지급된 일련의 보험금을 발견한다. 그와 래리는 자신들의 발견을 부유하고 쾌락주의자인 CEO 버니 로맥스에게 가져가는데, 버니는 보험 사기를 발견한 것에 대해 그들을 칭찬하고 노동절 (미국) 주말 동안 햄튼에 있는 자신의 해변 별장으로 초대한다. 두 사람은 모르는 사이에 버니가 사기 뒤에 있었다. 미국 마피아 파트너 비토와 초조하게 만난 버니는 발견을 은폐하기 위해 두 사람을 죽여달라고 요청한다. 버니가 떠난 후 비토는 버니가 사기에 부주의해졌다는 이유로 버니를 죽이라고 명령한다.
버니는 두 사람보다 먼저 도착하여 전화로 살인청부업자 폴리와 살인을 계획하는데, 이 대화가 자신의 자동 응답기에 녹음되고 있다는 것을 알지 못한다. 폴리는 도착하여 치명적인 헤로인 주사로 버니를 죽인 후, 그것을 자해로 인한 우발적인 과다복용으로 꾸민다.
래리와 리처드가 도착했을 때 그들은 버니의 시체를 발견하지만, 당국에 신고하기 전에 버니가 보통 매주 주최하는 파티에 손님들이 도착한다. 두 사람의 놀랍게도, 손님들은 너무 파티에 몰두하여 버니가 죽은 것을 눈치채지 못하며, 주사로 인한 약물 중독된 미소와 선글라스가 그의 생명 없는 상태를 가리고 있다. 버니의 죽음에 연루될 것을 두려워하고 주말 동안 호화로운 집을 즐기고 싶었던 래리는 자신과 리처드가 버니가 아직 살아있다는 환상을 유지하자고 제안하는데, 리처드는 그것이 터무니없다고 생각한다. 그는 회사 여름 인턴이자 자신과 연애 감정을 가지고 있는 그웬 샌더스가 도착하자 마음을 바꾼다.
파티 후, 술에 취한 티나가 집에 도착하여 두 사람에게 버니를 안내해 달라고 요구한다. 그러나 그녀 역시 상황을 깨닫지 못하고 그의 시체와 성관계를 가진다. 비토의 조직원 중 한 명이 이를 목격하고, 버니의 암살이 실패했다고 착각하여 비토에게 알리자, 비토는 폴리를 돌려보낸다.
다음 날, 리처드는 래리가 버니의 롤렉스를 차고 버니의 팔다리를 조종하여 환상을 더욱 심화시키고 있는 것을 발견하고 경악한다. 그는 경찰에 신고하려고 하지만 대신 버니의 자신들에 대한 음모를 자세히 설명하는 전화 메시지를 활성화시킨다. 버니가 어떻게 죽었는지 모르는 그들은 여전히 마피아 암살의 표적이라고 착각하고, 버니가 자신이 있는 동안 그들을 죽이지 말라고 했으므로, 버니의 시체를 인간 방패로 사용하기로 결정한다. 섬을 떠나려는 모든 시도는 좌절되는데, 그들은 계속해서 버니의 시체를 잃어버렸다가 되찾으며, 결국 버니의 집으로 돌아갈 수밖에 없게 된다. 한편, 그들이 보지 않는 사이에 폴리는 수많은 다른 암살 시도를 하고 반복되는 "실패"에 정신이 나간다.
버니와 이야기하려고 애썼던 그웬은 래리와 리처드가 시체와 함께 있는 것을 목격하고, 그들에게 그의 죽음을 밝히도록 강요한다. 폴리가 도착하여 시체에 반복적으로 총을 쏜 후 래리, 리처드, 그웬에게로 주의를 돌린다. 세 사람을 쫓던 폴리는 래리를 궁지로 몰아넣고 래리가 그를 제압한다.
경찰이 도착하여 폴리를 체포하고, 그가 버니가 아직 살아있다고 계속 망상하며 강압복을 입은 채 끌고 간다. 그웬은 리처드에게 일주일 동안 자신의 가족과 함께 머물 것을 초대하고, 래리는 그들에게 공간을 주기 위해 집으로 돌아가기로 결정한다. 버니의 시체는 구급차에 실린다. 그러나 들것이 굴러가서 보드워크에서 떨어져 시체가 세 사람 바로 뒤 해변에 버려지고, 그들은 공포에 질려 도망친다. 그 후, 이전에 시체를 모래에 묻었던 어린 소년이 다가와 다시 시체를 묻기 시작한다.

## 출연진
- 앤드루 매카시
- 조너선 실버먼
- 테리 카이저
- 캐서린 메리 스튜어트
- 돈 캘파
- 캐서린 파크스
- 루이 지엄발보
- 테드 코체프

## 기타 제작진
- 배역: 린 스톨매스터
- 미술: 피터 제이미슨
- 의상: 낸시 버츠

## 같이 보기
- 레이디스 나잇 (2017년 영화)